# Fiat 132
El Fiat 132 es un automóvil del segmento D que fue producido por la compañía automovilística italiana Fiat desde 1972 hasta 1981. Una versión actualizada del 132, llamada Argenta, se produjo entre 1981 y 1985. La compañía Fiat introdujo el nuevo modelo como reemplazo del Fiat 125 y, al igual que él, llegó con motores de doble árbol de levas en cabeza, de serie.
Son conocidos como TC = Twin Cam- ó, Bi-Alberos.
Sin embargo, el Fiat 132 se parecía más al Fiat 130 de gama alta. El motor era similar al del Fiat 125, con una caja de cambios de cinco velocidades, opcional en algunos mercados y estándar en otros: esta fue una característica relativamente inusual en esta clase de automóviles en 1977. La transmisión automática de GM "Estrasburgo" se incluyó como opción.

## Primera fase

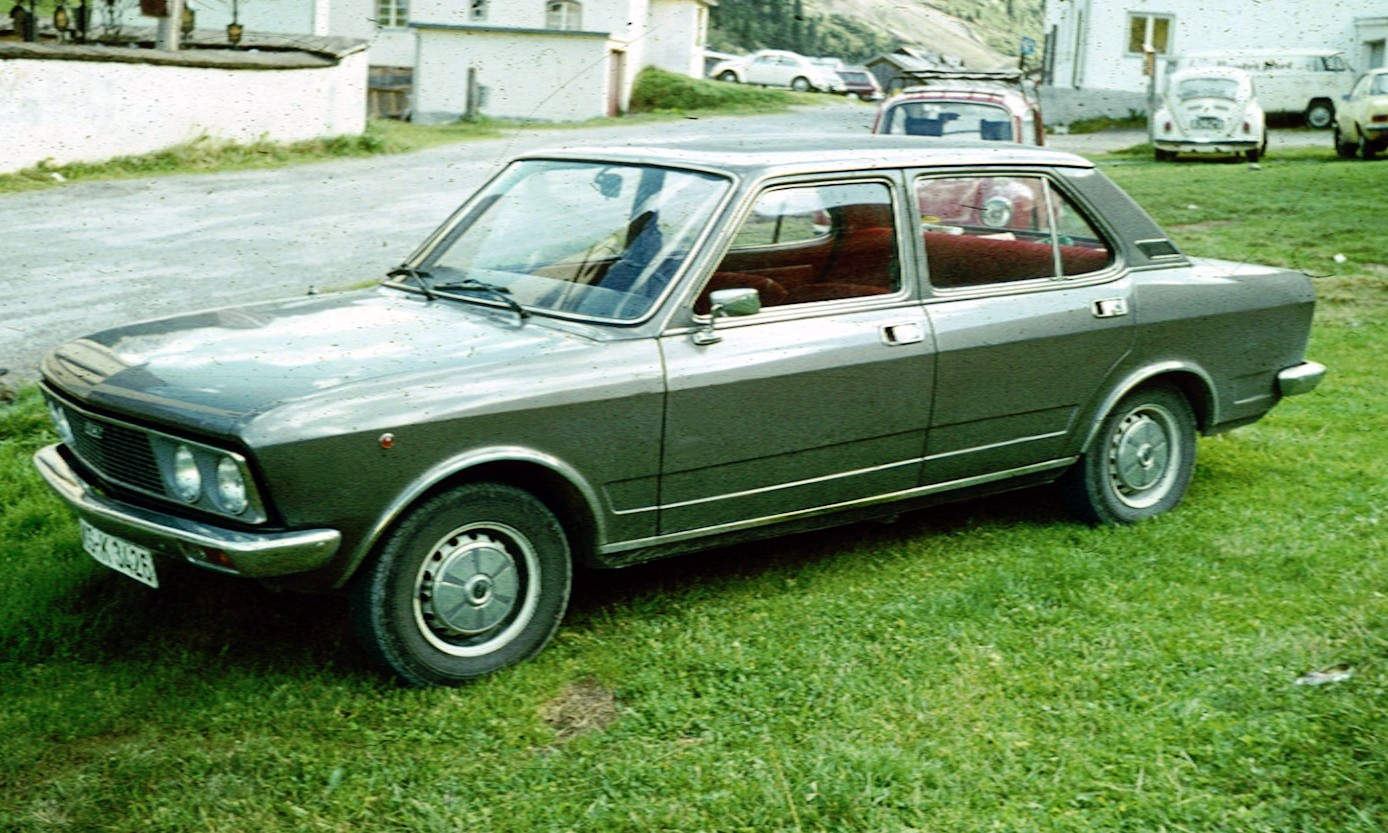
Fiat 132 (1972–1974)

En enero de 1974 el modelo sufrió una importante actualización de su tren delantero en respuesta a las críticas por su pobre comportamiento y su escasa asistencia a bajas velocidades.Estas modificaciones fueron bien recibidas por la prensa especializada al resultar palpable la mejora en el manejo del vehículo, en parte también debida al montaje de neumáticos más anchos. A pesar estas felicitaciones, el elevado consumo de combustible a alta velocidad continuó recibiendo comentarios negativos, incluso montando la caja de cambios de cinco velocidades (inusual para la época). Ese mismo año el modelo se vio sometido a un rediseño externo, dando la impresión de una reducción en la altura de su cintura como resultado de las grandes ventanas laterales. Se incluye una nueva forma del pilar C similar al "Hofmeister kink" de BMW, que hacía recordar a los recientemente introducidos Serie 5 de BMW. 
Para el conductor, nuevos amortiguadores acompañados de las mejoras en la suspensión. El motor de 1600 cc se mantuvo sin cambios, pero el 1800 cc motor se benefició de una modificación de la cabeza del cilindro y carburador resultando en un pequeño aumento de la potencia hasta los 107 caballos (80 kW), junto con un útil aplanado de la curva de par. Las mejoras en el Interior incluyen un nuevo diseño del volante, junto con una mejora de los controles de calefacción y ventilación.

## Segunda fase
En abril de 1977, el 132 volvió a sufrir nuevos cambios, que afectaron en especial en su carrocería.Se incluyeron nuevos topes plásticos de seguridad en los paragolpes ,se modificó la dirección y se le añadió la servo-asistencia. Se  montó un nuevo salpicadero dotado de nuevos instrumentos de medición y de confort, así como una mejora en los acabados de los asientos. También se añadió a la gama un motor dos litros inyección. De ese modo, el 132 se convirtió en el "buque insignia" de la gama Fiat.

## Motores

### Gasolina
| Modelo | Disponibilidad | Cilindrada (cc) | Potencia (CV DIN) | Par máximo (mKg) | Aceleración de 0 a 100 km/h | Velocidad máxima (km/h) | Consumo medio (L/100 km) |
| ------ | -------------- | --------------- | ----------------- | ---------------- | --------------------------- | ----------------------- | ------------------------ |
| 1.6    | de 1972 a 1976 | 1592            | 98                | 13,2             | n.d                         | 165                     | 10                       |
| 1.6    | de 1976 a 1981 | 1585            | 98                | 13,4             | n.d                         | 165                     | 10                       |
| 1.8    | de 1972 a 1974 | 1756            | 105               | 14,4             | n.d                         | 170                     | 9,4                      |
| 1.8    | de 1974 a 1977 | 1756            | 111               | 15,1             | n.d                         | 170                     | 9,4                      |
| 2.0    | de 1977 a 1981 | 1995            | 112               | 16,9             | 11.0                        | 170                     | 9,8                      |
| 2.0 i  | de 1979 a 1981 | 1995            | 122               | 17,5             | 10.7                        | 175                     | 10,4                     |

### Diésel
| Modelo | Disponibilidad | Cilindrada (cc) | Potencia (CV DIN) | Par máximo (mKg) | Aceleración de 0 a 100 km/h | Velocidad máxima (km/h) | Consumo medio (L/100 km) |
| ------ | -------------- | --------------- | ----------------- | ---------------- | --------------------------- | ----------------------- | ------------------------ |
| 2.0 D  | de 1978 a 1981 | 1995            | 60                | 11,5             | n.d                         | 135                     | 8,5                      |
| 2.5 D  | de 1978 a 1981 | 2445            | 72                | 15,0             | 18.2                        | 145                     | 8,9                      |

## Ensamblaje

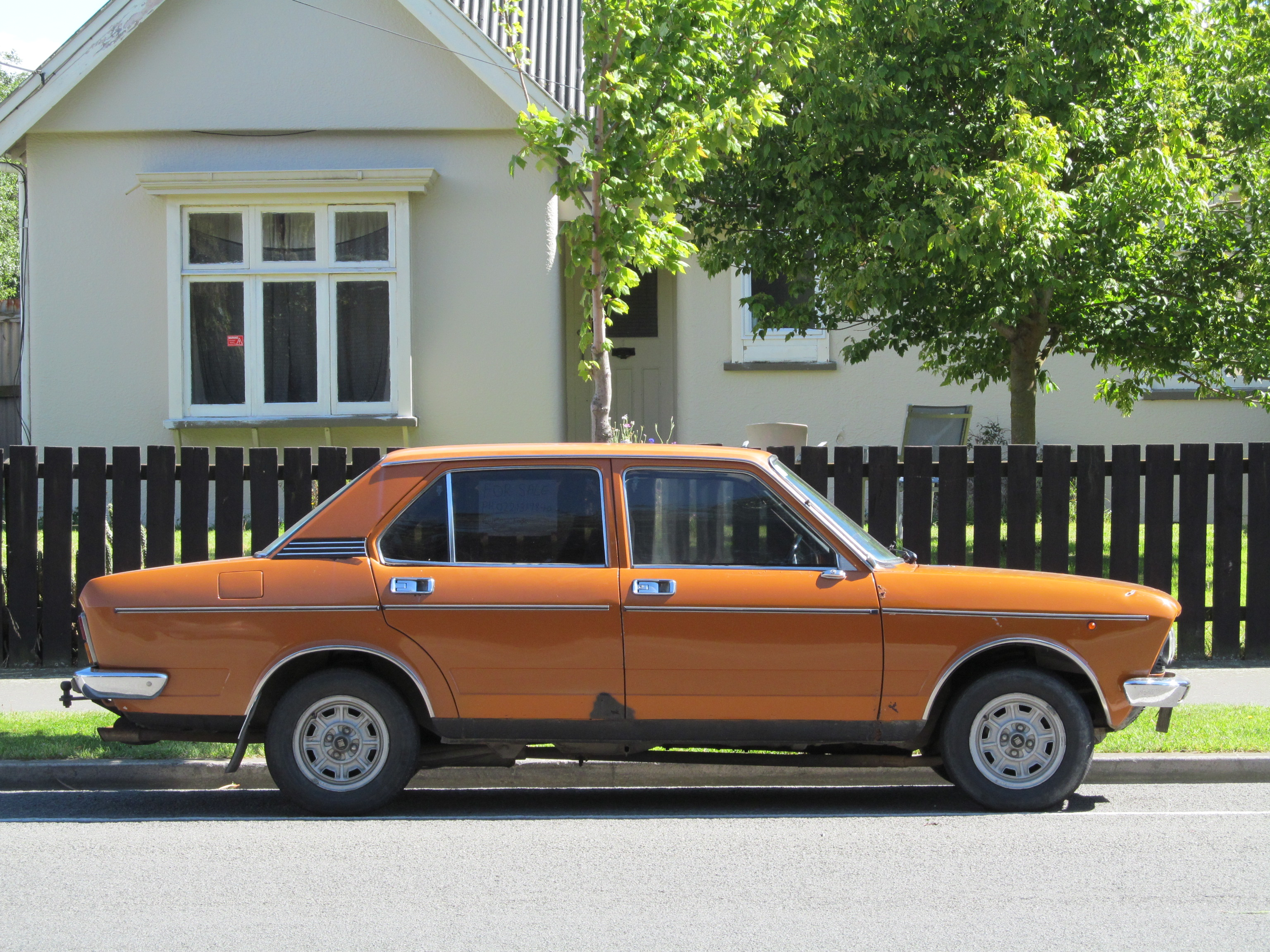

La fabricación del 132 fuera de Italia fue bastante limitada en comparación con los más pequeños 124. El coche fue fabricado en España por Seat  como una versión del original, que se vendió entre 1973 y 1982. También fue montado en Sudáfrica por Fiat en su planta de Rosslyn. Después de la actualización de 1977, el 132 fue rebautizado con el nombre de "Elita" en Sudáfrica, y, debido a la limitada capacidad en la planta sudafricana de Fiat, tuvo que ser montado en la factoría de sus competidores, Alfa Romeo Sudáfrica.
En Polonia, el 132 se ofreció a partir de 1973 como el Polski Fiat 132p. El auto fue descrito como "ensamblado por FSO", aunque en realidad los carros fueron enviados casi completos. FSO solo realizó el montaje final, colocando piezas menores como limpiaparabrisas, baterías, ruedas y logotipos. El Polski Fiat 132p era uno de los favoritos entre altos funcionarios estatales y servicios de seguridad. 270 Argentas también fueron ensambladas de esta manera en 1985 por FSO.
Kia construyó 4,759 unidades del 132 de ERC kits en 1979, en Corea del Sur.
En el año 1979, en la planta que Fiat poseía en Chile, comenzó el ensamblado del sedán 132 2000, versión que equipaba el motor de 1995 cc, del cual se producen 3.648 unidades hasta 1981.

## Versiones especiales y preparadas
En los primeros años '70 el recién nacido 132 fue objeto de atención por parte de Giannini que preparó el "132-2000". El modelo desarrolla 115 CV gracias a la cilindrada aumentada de 1756 a 1936 cm³, una relación de compresión más alta y la adopción de dos carburadores de doble cuerpo. Llantas de aleación ligera, cambio automático, asientos anatómicos y autorradio eran las principales opciones que, pagando un extra, enriquecían el coche.
La Moretti realizó algunos ejemplares en formato cupé en 1972, seguidos por una segunda versión en 1974, caracterizada por un imponente frontal dotado de tres pares de faros.
Muchos otros prototipos de carrocería cupé o ranchera sobre el chasis del "132", realizados por varios carroceros, entre ellos Coggiola, Michelotti, Lombardi, Savio, Zagato y Pininfarina, no alcanzaron la producción.